# Тіна Бахманн (хокеістка на траві)
Тіна Бахманн (нім. Tina Bachmann, 1 серпня 1978) — німецька хокеїстка на траві.
Олімпійська чемпіонка 2004 року, учасниця 2008 року.
Переможниця Трофею чемпіонів 2006 року.